# Brigády mučedníků Al-Aksá
Brigády mučedníků Al-Aksá (arabsky: كتائب شهداء الأقصى – Katá'ib šuhadá' al-Aksá) je palestinská militantní organizace, blízká hnutí Fatah. Vznikla krátce po vypuknutí druhé intifády nazývané Intifáda Al-Aksá a velmi aktivně se do ní zapojila. Brigády byly pojmenované po Mešitě Al-Aksá, která je symbolem hnutí za palestinskou nezávislost a jedním z nejposvátnějších míst islámu. Členové brigád se rekrutují především z řad Tanzimu, skupiny v rámci Fatahu. Po smrti vůdce Fatahu Jásira Arafata v listopadu 2004 oznámily brigády, že budou dále vystupovat pod jménem Brigády mučedníka Jásira Arafata. Ministerstvo zahraničních věcí USA i Evropské unie zařadilo Brigády mučedníků Al-Aksá na oficiální seznam teroristických organizací.
Organizace nejdříve prohlásila, že se omezí na guerillový boj proti izraelské armádě a bude útočit pouze na izraelské vojáky a obyvatele na Západním břehu Jordánu a v Pásmu Gazy. Brigády však již od ledna 2002 organizovaly a prováděly množství teroristických útoků na civilní cíle v Izraeli.
- 2. března 2002 uskutečnili členové Brigád mučedníků Al-Aksá bombový útok v ultraortodoxní jeruzalémské čtvrti Bejt Jisrael, při kterém zahynulo 11 lidí, z toho sedm dětí.[1]
- 5. ledna 2003 se dva sebevražední atentátníci odpálili na pěší zóně ve čtvrti Neve Ša'anan v Tel Avivě. Při útoku zahynulo 23 lidí (z toho 8 cizinců) a asi 120 osob bylo zraněno.[2]
- 29. ledna 2004 se v jeruzalémské autobusové lince číslo 19 směřující z areálu nemocnice Hadasa ve čtvrti Ejn Kerem na Hebrejské univerzitě na vrchu Skopu odpálil sebevražedný atentátník, 24letý policista z Betléma. Při útoku zahynulo 11 lidí, víc než 50 jich bylo zraněných. K zodpovědnosti za útok se přihlásily Brigády mučendíků Al-Aksá i Hamas.[3]

Brigády používají na sebevražedné útoky proti Izraeli i děti.
Izrael kritizoval neschopnost vedení palestinské samosprávy a Fatahu zastavit činnost brigád. V dubnu 2002 Izrael zadržel jednoho z vůdců organizace Marwána Bargútího a odsoudil ho za několikanásobnou vraždu a činnost v teroristické skupině na doživotí.